# 緣葉指形軟珊瑚
緣葉指形軟珊瑚（学名：Sinularia muralis）为軟珊瑚科指形軟珊瑚屬下的一个种。